# Clara (rhinocéros)
Clara, née vers 1738 dans l'Assam et morte le 14 avril 1758 à Londres, est un rhinocéros indien femelle. C'est le cinquième rhinocéros à parvenir vivant dans l'Europe moderne, et le premier à gagner une célébrité internationale comparable à celle du Rhinocéros de Dürer (1515).
Au cours de sa tournée en Europe, Clara a été représentée par différents artistes, dont Jean-Baptiste Oudry, Pietro Longhi, Johann Joachim Kändler ou Johann Elias Ridinger. Étudiée par Buffon, elle a servi de modèle pour les gravures de son Histoire naturelle, d'après le tableau d'Oudry. Cette image de Clara est réutilisée dans l'Encyclopédie de Diderot et D'Alembert.

## Biographie

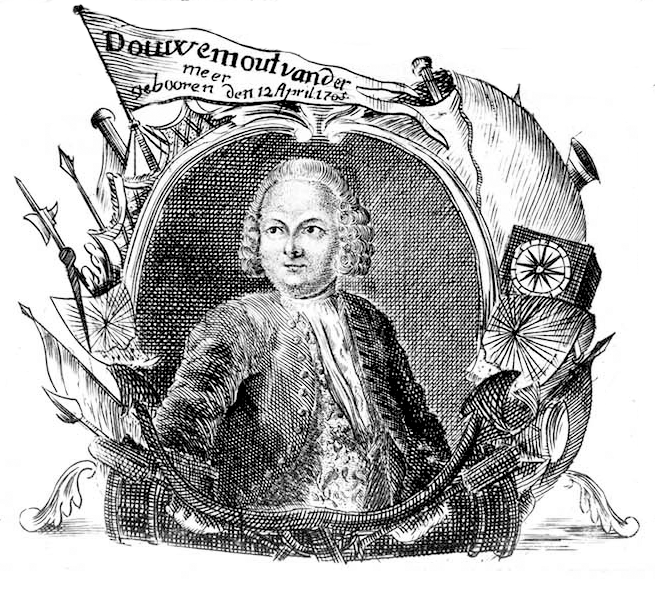
Douwe Mout van der Meer.

En 1738, âgée de quelques mois, Clara, dont la mère a sans doute été tuée par des chasseurs indiens, est capturée dans l'Assam et adoptée par Jan Albert Sichterman (nl), directeur au Bengale de la Compagnie néerlandaise des Indes orientales (VOC). Il l'appelle Clara. Elle est parfaitement apprivoisée et circule librement dans la demeure de son maître. En 1740, Sichterman la donne, ou la vend, au capitaine Douwe Mout van der Meer, commandant du Knappenhof qui retourne en Hollande. Clara débarque à Rotterdam le 22 juillet 1741 et, comme l'avaient été les rhinocéros anglais de 1684 et 1739, est immédiatement exposée au public. 
Le succès de ces expositions incite Douwe Mout van der Meer à quitter la VOC en 1744 et à entreprendre une tournée européenne avec son rhinocéros. On lui construit un véhicule spécial adapté aux longues étapes terrestres, et la tournée rencontre un succès prodigieux. Clara est exposée à Bruxelles en 1743, puis à Hambourg en 1744. 
La tournée débute véritablement au printemps 1746 : Hanovre, puis Berlin, au Spittelmarkt. Le 26 avril, le roi Frédéric II de Prusse vient la voir. Puis c'est Francfort-sur-l'Oder, Breslau (Wrocław), enfin Vienne, où elle fait une entrée triomphale,  escortée de huit gardes empanachés. Le 5 novembre, l'empereur François Ier et l'impératrice Marie-Thérèse viennent la voir. En 1747, elle passe à Munich, Ratisbonne, Freiberg, le 5 avril à Dresde, où elle pose pour Johann Joachim Kändler, de la Manufacture de porcelaine de Meissen, et où elle reçoit le 19 avril la visite d'Auguste III, électeur de Saxe et roi de Pologne. Le 23, elle est à Leipzig pour la foire de Pâques, dans une baraque de la Petersthor. En juillet elle est hébergée à l'orangerie du château de Cassel, invitée par le landgrave Frédéric II de Hesse-Cassel. En novembre, elle est à Mannheim, à l'auberge du Paon (Gasthof zum Pfau), où elle reçoit la visite du comte palatin Charles-Théodore de Bavière et de sa famille. En décembre, elle est à Strasbourg pour la foire de Noël. En 1748, elle passe à Berne, Zurich, Bâle, Schaffhouse, Stuttgart, Augsbourg, Nuremberg et Wurtzbourg.
En 1748, Douwe Mout van der Meer propose au public, outre le spectacle payant (avec plusieurs classes), toute une gamme de produits dérivés : des gravures de différents formats, des médailles souvenirs fabriquées à Nuremberg en argent ou en bronze, (voire (au début de la tournée du moins) des fioles d'urine de Clara censées avoir des vertus curatives)[réf. nécessaire]. 

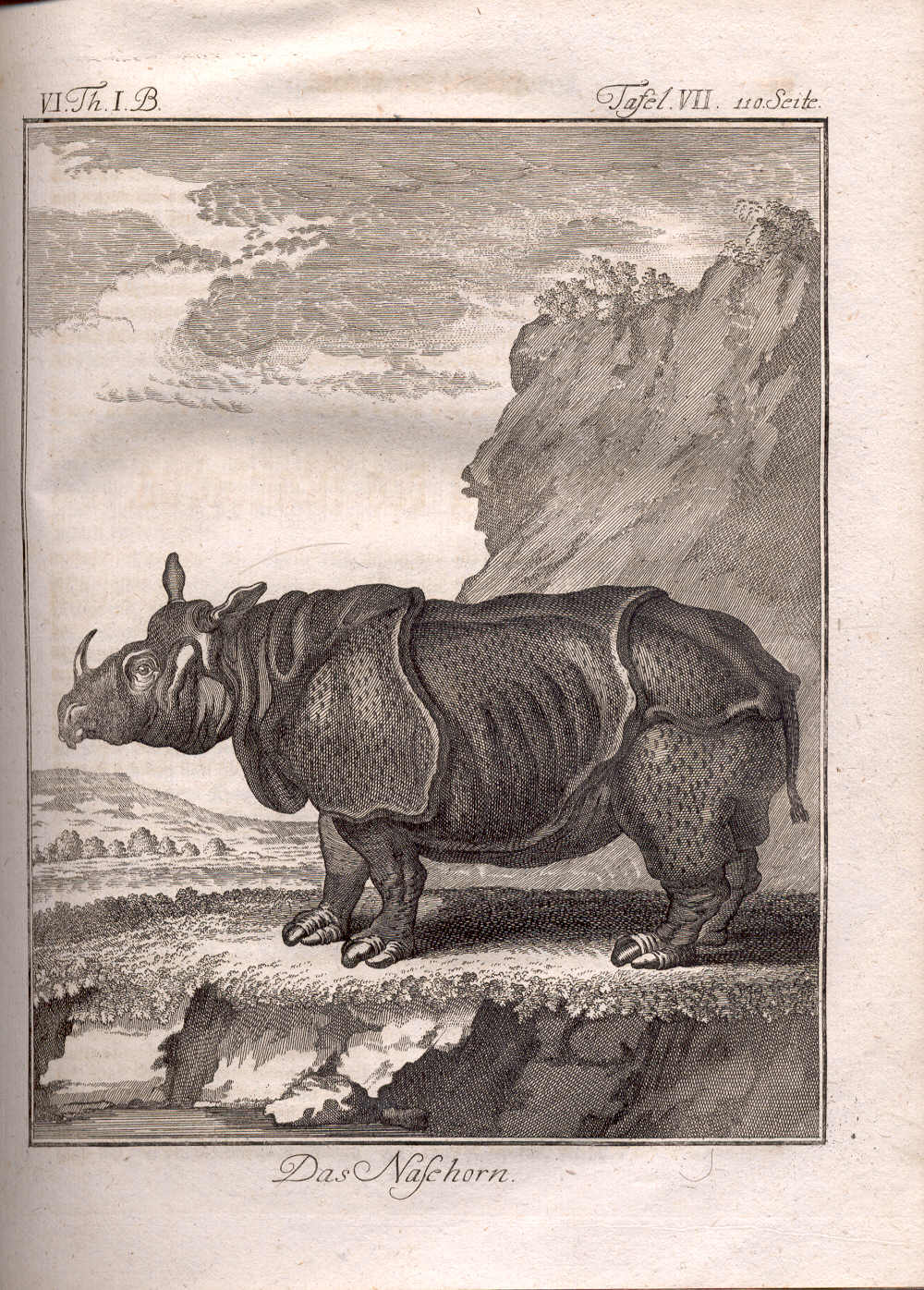
Le Rhinocéros unicorne de lHistoire naturelle de Buffon, édition de Leipzig, 1767.

Après un probable retour à Leyde, elle prend la route de la France. En décembre 1748, elle passe à Reims, et est reçue en janvier 1749 par le roi Louis XV à la ménagerie royale de Versailles. À partir de février, elle passe cinq mois à Paris dans une baraque de la foire Saint-Germain, rue des Quatre-Vents. Le succès est prodigieux et confine au délire : on publie à son sujet des livres, des épigrammes, même une cantatille ; on lance la mode des perruques ou des parures à la rhinocéros. Clara est examinée par Buffon, pose pour le peintre Jean-Baptiste Oudry  : son Rhinocéros grandeur nature sera une des vedettes du Salon de 1750, et sert de modèle pour les gravures de l'Histoire naturelle de Buffon et de l'Encyclopédie de Diderot et D'Alembert. On baptise même Rhinocéros un vaisseau de la Marine royale lancé à Rochefort en 1751. Fin 1749, Clara s'embarque à Marseille et entreprend une tournée italienne : Naples, puis Rome en mars 1750, aux thermes de Dioclétien. C'est à Rome que, pour des raisons de sécurité sans doute, on lui scie sa corne. Elle passe ensuite en août à Bologne puis en octobre à Milan, dans une baraque de la piazza Mercanti. En janvier 1751, elle arrive à Venise, où elle est une des attractions majeures du carnaval le mois suivant, posant pour le peintre Pietro Longhi. Elle aurait rapporté 4 000 ducats, dont son maître Douwe Mout van der Meer aurait perdu une grande partie aux tables de jeu du Ridotto. Puis, en passant par Vérone, Clara revient à Vienne, pour gagner Londres à la fin de l'année, où le roi Georges II et la famille royale viennent l'admirer. 
On connaît moins en détail sa tournée dans les années 1752-1758. On signale son passage à Prague, en 1754 à Varsovie, à Cracovie, et de nouveau à Breslau (Wrocław), en 1755 à Copenhague. En 1758, elle est de retour à Londres, visible pour 6 pence ou 1 shilling au Horse and Groom à Lambeth Market. Elle y meurt à l'âge de vingt ans le 14 avril 1758.

## Hommages
En 1991, le musée d'histoire naturelle de Rotterdam consacre une exposition à Clara. En 2008, le même musée inaugure le Mémorial de Clara à l'occasion de 250e anniversaire de la mort du rhinocéros.

## Galerie

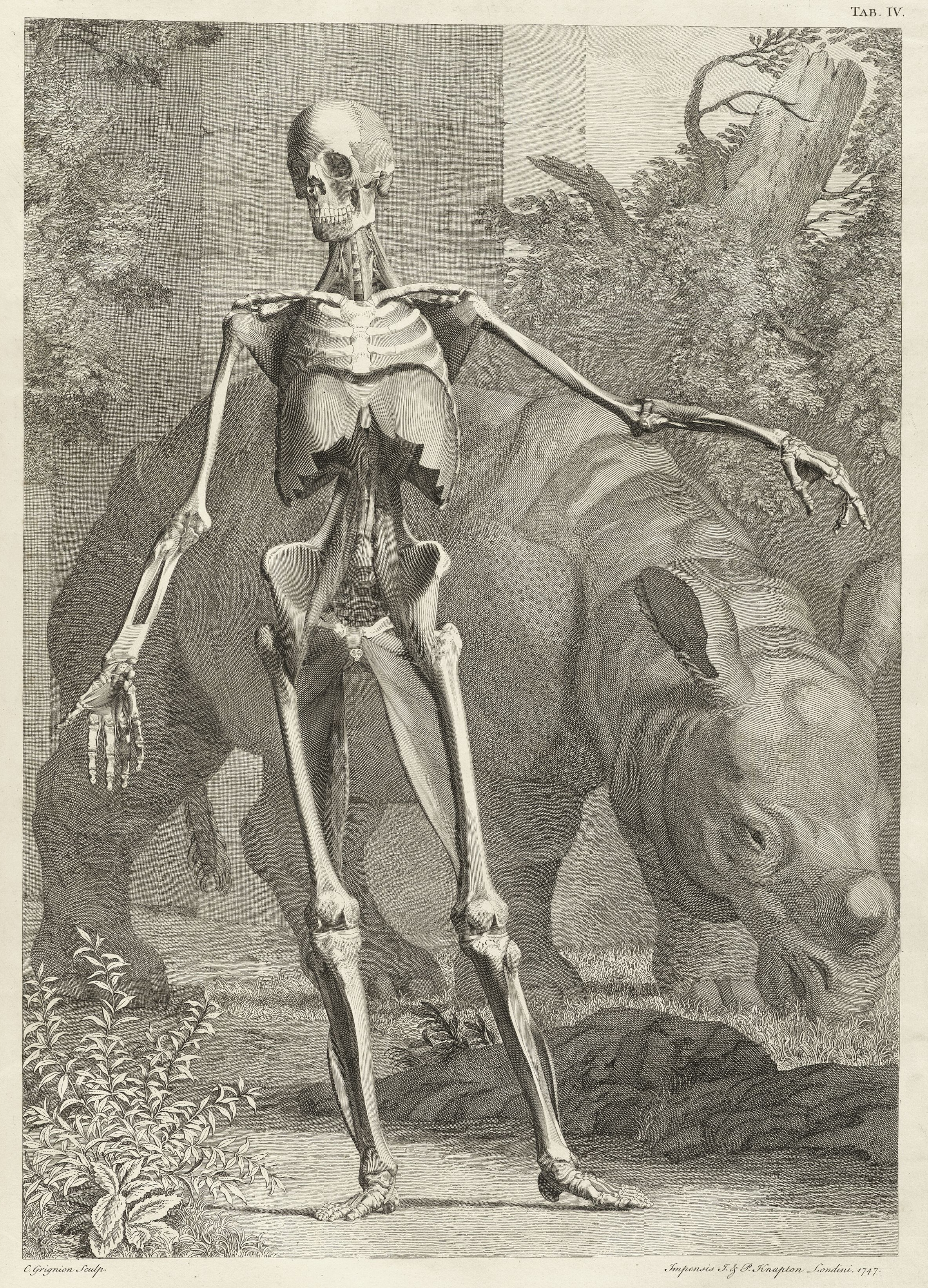
Clara à côté d'un squelette humain, gravure de Jan Wandelaar pour les Tabulae sceleti et musculorum corporis humani de Bernhard Siegfried Albinus.
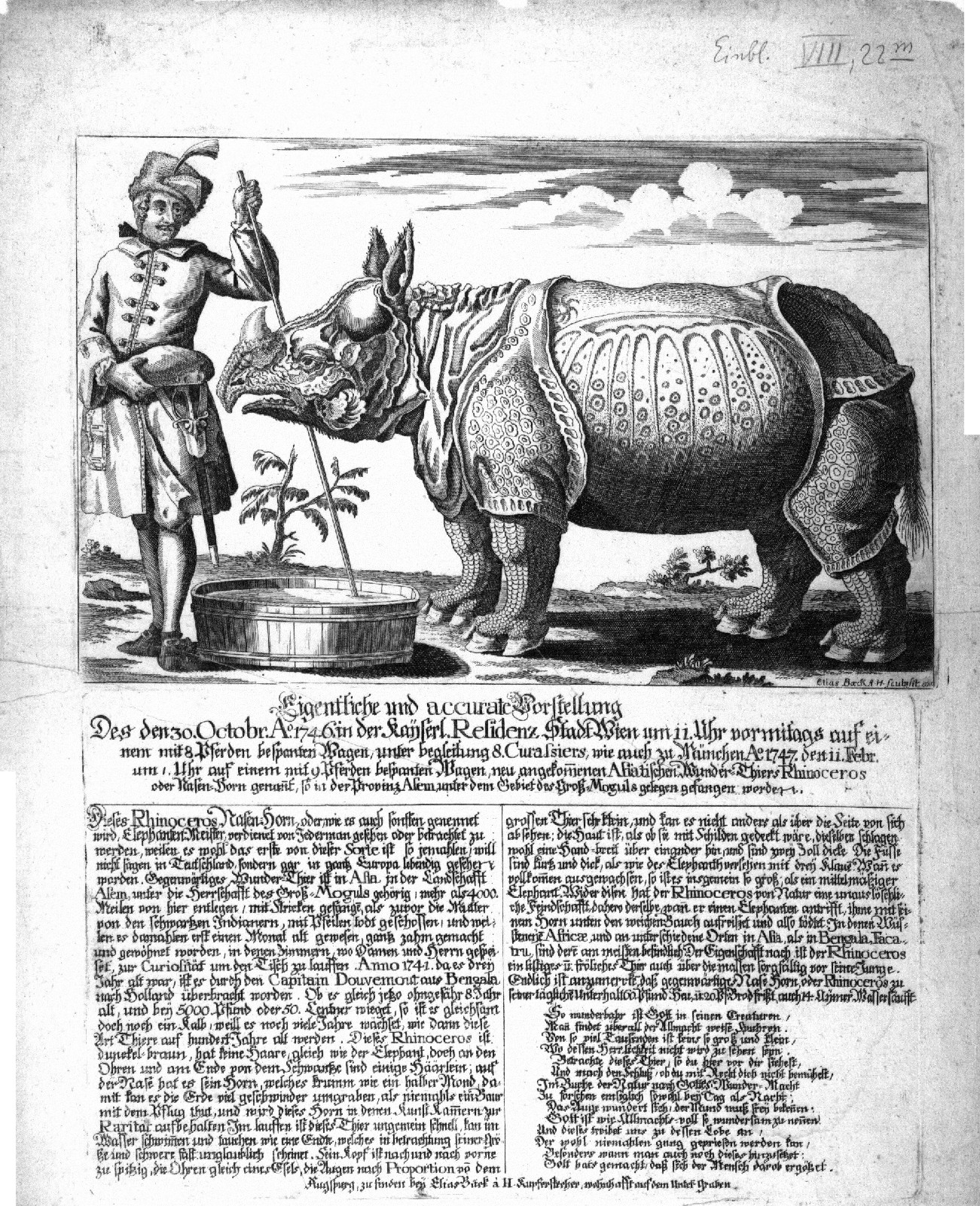
Clara à Vienne, 1746, gravure d'Elias Baeck.
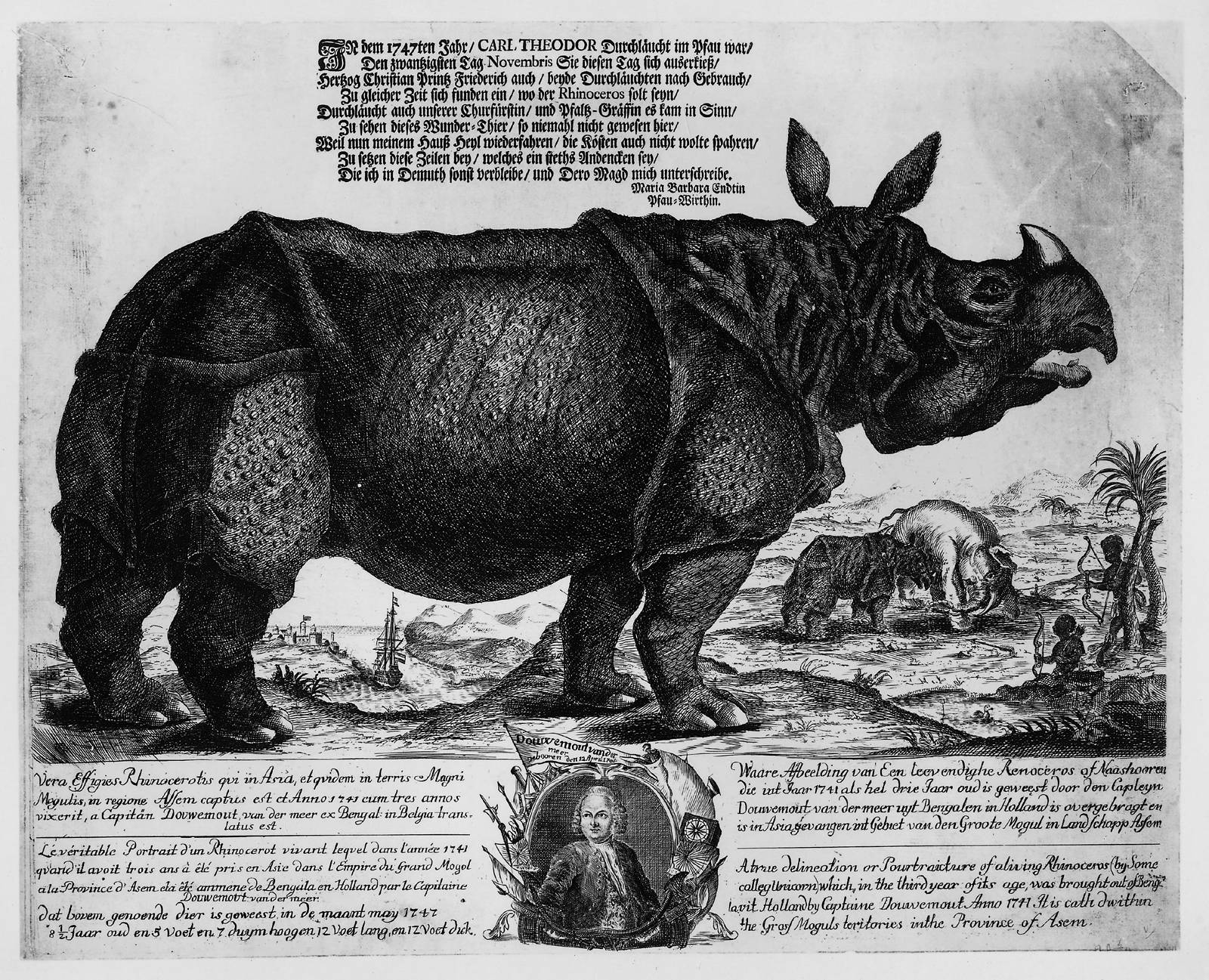
Clara à Mannheim, 1747, gravure-souvenir.
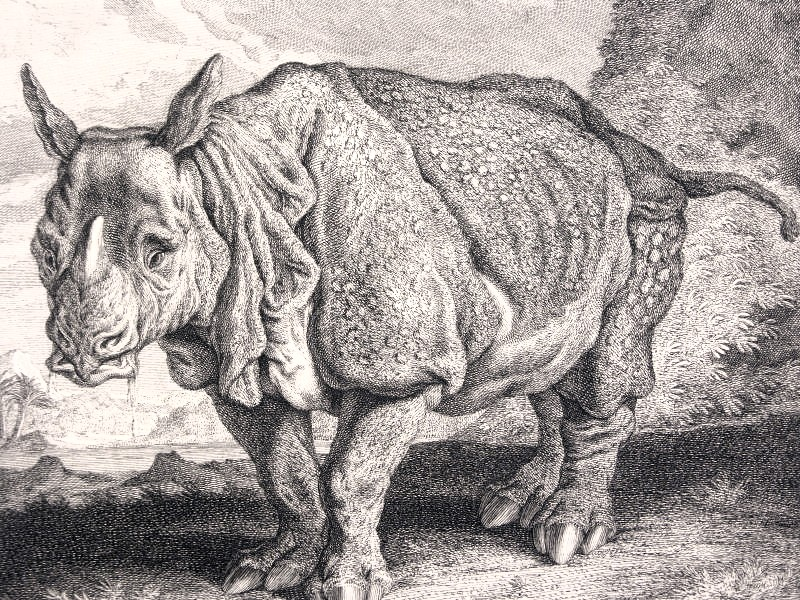
Clara à Augsbourg, 1748, gravure de Johann Elias Ridinger.
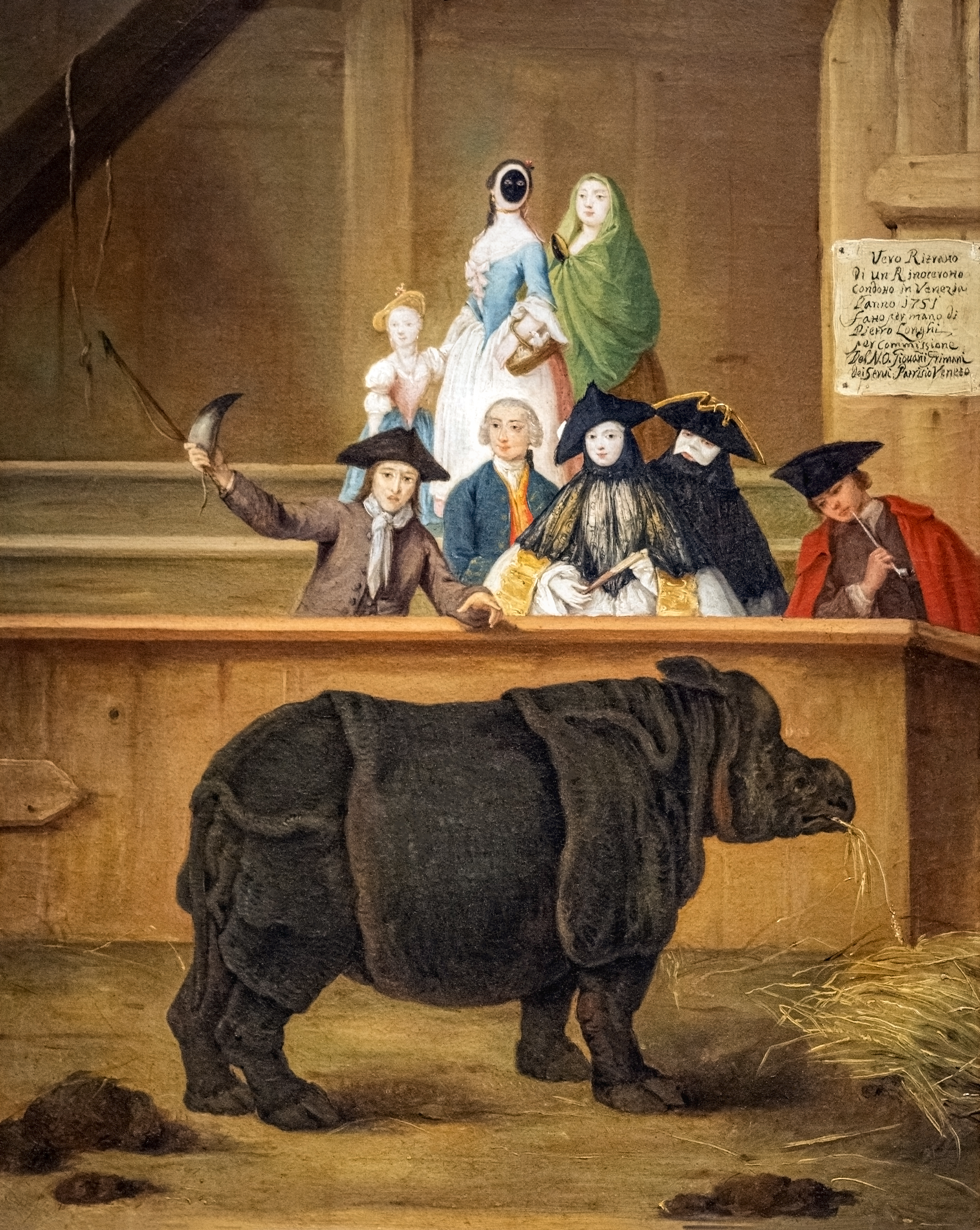
Le rhinocéros, 1751,  par Pietro Longhi Ca' Rezzonico.
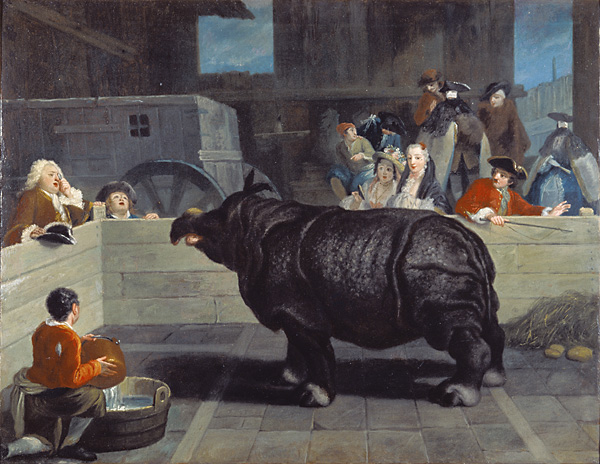
Clara à Venise, 1751, tableau de Pietro Longhi (ou de son atelier).
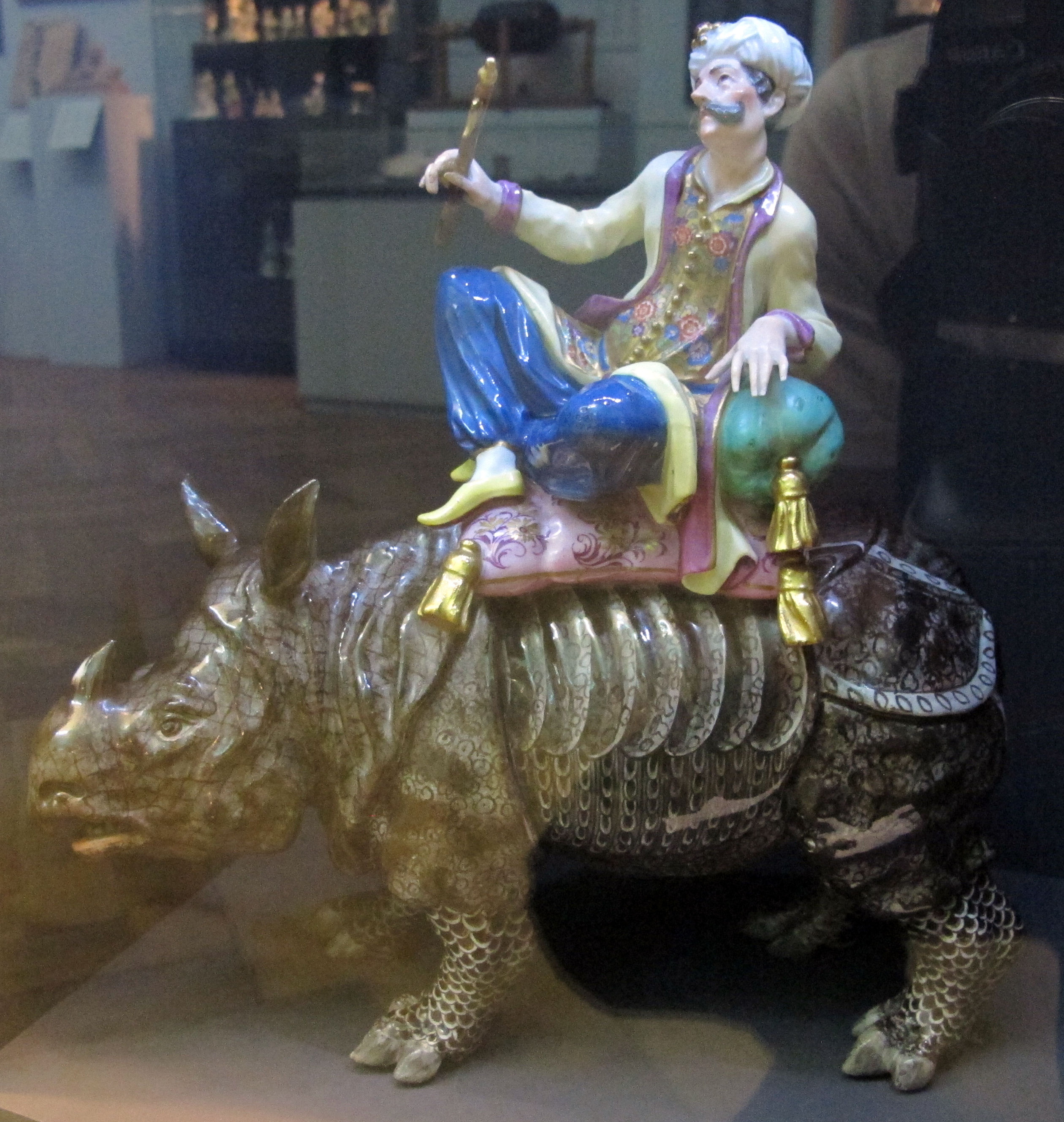
Clara et un Turc, 1752, porcelaine de Meissen par Johann Joachim Kändler.